# テレビまんが懐かしのB面コレクション
『テレビまんが懐かしのB面コレクション』（テレビまんがなつかしのビーめんコレクション）は、日本コロムビアから1988年2月21日にリリースされたアニメソングのコンピレーション・アルバムである。『テレビまんが懐かしのB面コレクションシリーズ』第1弾にあたる。なお、2006年2月22日にはデジタル・リマスター仕様で再発売された。

## 解説
- 本CDはすでにリリースされている「テレビまんが主題歌のあゆみ」収録曲のシングル盤リリースにおけるB面曲（エンディングテーマ・サブテーマ）をCD2枚組で全45曲収録している。
- なお先述のCD収録作品のうち、『黄金バット』のシングルレコード(SCS-22)でのB面曲「黄金バット数え歌」、『妖怪人間ベム』のシングルレコード(C-1001)でのB面曲「ベロは友だち」の2曲は未収録。

## 収録曲

### DISC 1
1. ロボットマーチ 
  - 作詞：谷川俊太郎、作曲：高井達雄、歌：コロムビアゆりかご会
  - フジテレビ系「鉄腕アトム」イメージソング・コロムビアカヴァー版
2. 正太郎マーチ  
  - 作詞：伊藤アキラ、作曲：越部信義、歌：上高田少年合唱団
  - フジテレビ系「鉄人28号」エンディングテーマ・コロムビアカヴァー版
3. ケンとチッチとポッポのチャチャチャ  
作詞：飯島敬、作曲：小林亜星、歌：松島みのり
NET系「狼少年ケン」イメージソング
4. たたかう少年忍者 
作詞：小川敬一、作曲：服部公一、歌：西六郷少年合唱団
NET系「少年忍者風のフジ丸」2代目エンディングテーマ・コロムビアカヴァー版
5. 流星号マーチ
作詞：加納一朗、作曲：山下毅雄、歌：ボーカル・ショップ
TBS系「スーパージェッター」イメージソング・コロムビアカヴァー版
6. ジュンの歌  
作詞：保波順、作曲：菊池俊輔、歌：上高田少年合唱団
NET系「宇宙パトロールホッパ」エンディングテーマ
7. ピピのうた
作詞：小松左京、作曲：冨田勲、歌：中村メイコ、コロムビアゆりかご会
NHK「宇宙人ピピ」イメージソング・コロムビアカヴァー版
8. いざ行けソラン 
作詞・作曲：いずみたく、歌：吉田亜矢、コロムビアゆりかご会
TBS系「宇宙少年ソラン」イメージソング・コロムビアカヴァー版
9. オバケのQ太郎 
作詞：東京ムービー企画部、作曲：広瀬健次郎、歌：石川進
TBS系「オバケのQ太郎」オープニング・エンディングテーマ・コロムビアカヴァー版
10. パンチ・タッチ・ブンの歌 
作詞：若井基成、作曲：小林亜星、歌：大山のぶ代、松島みのり、水垣洋子
NET系「ハッスルパンチ」イメージソング・コロムビアカヴァー版
11. ロビンの宇宙旅行 
作詞：小川敬一、作曲：服部公一、歌：丹野伸、日本合唱協会
NET系「レインボー戦隊ロビン」初代エンディングテーマ・コロムビアカヴァー版
12. 海賊稼業はやめられない 
作詞：浦川けんじ、作曲：宮崎尚志、歌：ボーカル・ショップ
NET系「海賊王子」エンディングテーマ
13. レオのうた 
作詞：辻真先、作曲：冨田勲、歌：弘田三枝子、コロムビア女声合唱団
フジテレビ系「ジャングル大帝」エンディングテーマ・コロムビアカヴァー版
14. 魔法のマンボ
作詞：山本清、作曲：小林亜星、歌：前川陽子、ハニー・ナイツ
NET系「魔法使いサリー」初代エンディングテーマ
15. 悟空が好き好き 
作詞：吉岡治・宇野誠一郎、作曲：宇野誠一郎、歌：ヤング・フレッシュ、アンサンブル・ファンタジア
フジテレビ系「悟空の大冒険」エンディングテーマ・コロムビアカヴァー版
16. 悟空がやってくる  
作詞：吉岡治、編曲：中村五郎、作曲・歌：山崎唯
フジテレビ系「悟空の大冒険」イメージソング
17. たまにゃのどかに  
作詞：筒井敬介、作曲：越部信義、歌：ボーカル・ショップ、杉並児童合唱団
フジテレビ系「マッハGOGOGO」イメージソング
18. リボンのマーチ  
作詞：能加平、作曲：冨田勲、歌：前川陽子、ヤング・フレッシュ
フジテレビ系「リボンの騎士」エンディングテーマ
19. すてきなパー子 
作詞：藤子不二雄、作曲：越部信義、歌：栗葉子
TBS系「パーマン」イメージソング
20. いつもコンビで  
作詞：吉永淳一、作曲：山下毅雄、歌：杉山佳寿子、伊藤牧子、野沢雅子、西尾徳
TBS系「冒険ガボテン島」イメージソング
21. ぼくたちだけの島
作詞：吉永淳一、作曲：山下毅雄、歌：ボーカル・ショップ、東美江、太田淑子、北川智恵子、杉山佳寿子、野沢雅子
TBS系「冒険ガボテン島」イメージソング
22. おらぁグズラだど 
作詞：青島幸男、作曲：馬渡誠一、歌：大平透、コロムビアゆりかご会
フジテレビ系「おらぁグズラだど」オープニングテーマ・コロムビアカヴァー版
23. カランコロンのうた 
作詞：水木しげる、作曲：いずみたく、歌：加藤みどり、コロムビアゆりかご会
フジテレビ系「ゲゲゲの鬼太郎」エンディングテーマ・コロムビアカヴァー版

### DISC 2
1. 友情の虹  
作詞：東京ムービー企画部、作曲：渡辺岳夫、歌：ジ・エコーズ
よみうりテレビ系「巨人の星」イメージソング
2. ナナ子のうた 
作詞：武井君子、作曲：玉木宏樹、歌：額田和代、コロムビアゆりかご会
フジテレビ系「アニマル1」エンディングテーマ・コロムビアカヴァー版
3. 戦いおわって  
作詞：石森章太郎、作曲：小杉太一郎、歌：ボーカル・ショップ
NET系「サイボーグ009」エンディングテーマ
4. ヒデバロ・ソング  
作詞：高橋友一郎、作曲：淡の圭一、歌：高橋和枝
フジテレビ系「あかねちゃん」エンディングテーマ
5. ピュー太ぐるぐるソングだれが主役だ? 
作詞：ユニ・グループ、作曲：萩原哲晶、歌：伊藤牧子、相模武、小林恭治、関敬六、菅谷政子
MBS系「ファイトだ!!ピュー太」イメージソング
6. そろた怪物3人組  
作詞：藤子不二雄、作曲：筒美京平、歌：今西正男、大竹宏、兼本新吾
TBS系「怪物くん」イメージソング
7. かあさんのうた
作詞：三浦久純、作曲：田中正史、歌：岡田恭子
TBS系「サスケ」イメージソング
8. すきすきソング  
作詞：山元護久・井上ひさし、作曲：小林亜星、歌：水森亜土
NET系「ひみつのアッコちゃん」エンディングテーマ
9. ウメ星マーチ 
作詞：藤子不二雄、作曲：鈴木邦彦、編曲：林一、歌：石川進
TBS系「ウメ星デンカ」イメージソング
10. 夕陽の男 
作詞：丘灯至夫、作曲：和田香苗、歌：嶋崎由理・山尾百合子
フジテレビ系「紅三四郎」エンディングテーマ
11. 仲間達の歌 
作詞：森本浩史、作曲：広瀬健次郎、歌：ザ・トラベラーズ
日本テレビ系「男一匹ガキ大将」イメージソング
12. みなしごのバラード 
作詞：木谷梨男、作曲：菊池俊輔、歌：新田洋
よみうりテレビ系「タイガーマスク」エンディングテーマ
13. アクビ娘  
作詞：丘灯至夫、作曲：和田香苗、歌：堀江美都子、ザ・モンジュ
フジテレビ系「ハクション大魔王」初代エンディングテーマ・2代目オープニングテーマ
14. ムーミン谷のうた 
作詞：田山敦巳、作曲：宇野誠一郎、歌：桜井妙子
フジテレビ系「ムーミン」イメージソング
15. バン・ボ・ボン  
作詞：東京ムービー企画部、作曲：渡辺岳夫、編曲：松山茂、歌：伊集加代子
フジテレビ系「アタックNo.1」エンディングテーマ
16. ジョーの子守唄 
作詞：高森朝雄、作曲：八木正生、歌：小池朝雄
フジテレビ系「あしたのジョー」エンディングテーマ
17. ママをたずねて  
作詞：丘灯至夫、作曲：和田香苗、歌：嶋崎由理
フジテレビ系「昆虫物語 みなしごハッチ」エンディングテーマ
18. わが友 玉井真吾 
作詞：梶原一騎、作曲：大沢保郎、編曲：高見弘、歌：フォー・メイツ
日本テレビ系「赤き血のイレブン」エンディングテーマ
19. どアホウ讃歌 
作詞：佐々木守、作曲：土持城夫、歌：フォー・スラッガーズ
日本テレビ系「男どアホウ甲子園」イメージソング
20. キックのあけぼの  
作詞：梶原一騎、作曲：小林亜星、編曲：筒井広志、歌：井上裕子、コロムビアゆりかご会
TBS系「キックの鬼」エンディングテーマ・コロムビアカヴァー版
21. いなかっぺ大将
作詞：石本美由起、作曲：市川昭介、歌：吉田よしみ
フジテレビ系「いなかっぺ大将」エンディングテーマ
22. ぼくはマコについてゆく  
作詞・作曲：渡辺岳夫、歌：堀江美都子、コロムビア・メール・ハーモニー
NET系「魔法のマコちゃん」エンディングテーマ